# Synagoga Schmalzhofgasse w Wiedniu
Synagoga Schmalzhofgasse w Wiedniu (niem. Synagoge Schmalzhofgasse in Wien) – nieistniejąca synagoga, która znajdowała się w Wiedniu, stolicy Austrii, przy Schmalzhofgasse 3.
Synagoga została zbudowana w latach 1883–1884, według projektu architekta Maxa Fleischera. Służyła żydowskiej społeczności zamieszkującej dzielnicę Mariahilf. Podczas nocy kryształowej z 9 na 10 listopada 1938 roku, bojówki hitlerowskie spaliły synagogę. Obecnie na jej miejscu znajduje się dom mieszkalny. Na ścianie jest umieszczona tablica pamiątkowa.

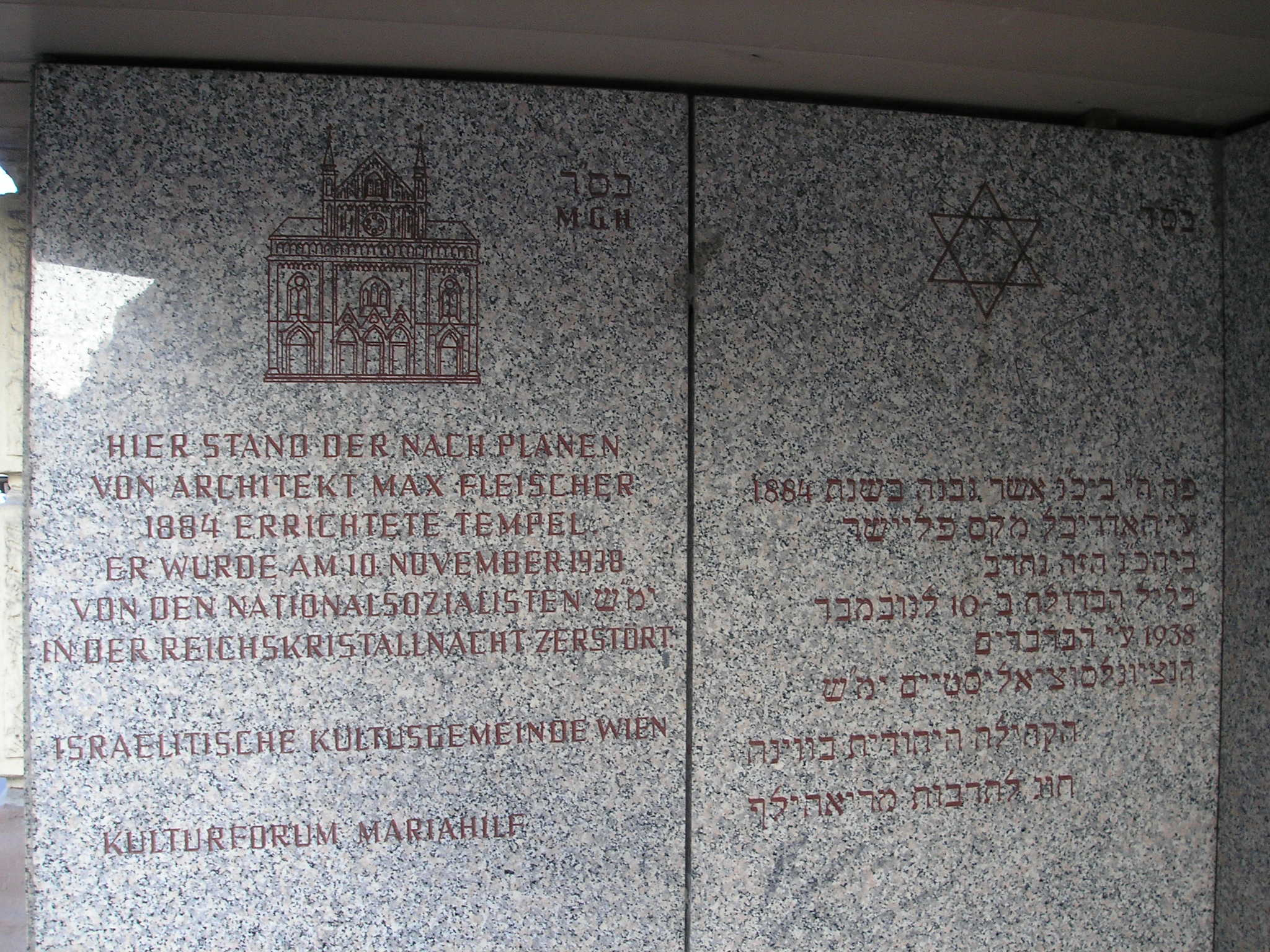
tablica pamiątkowa
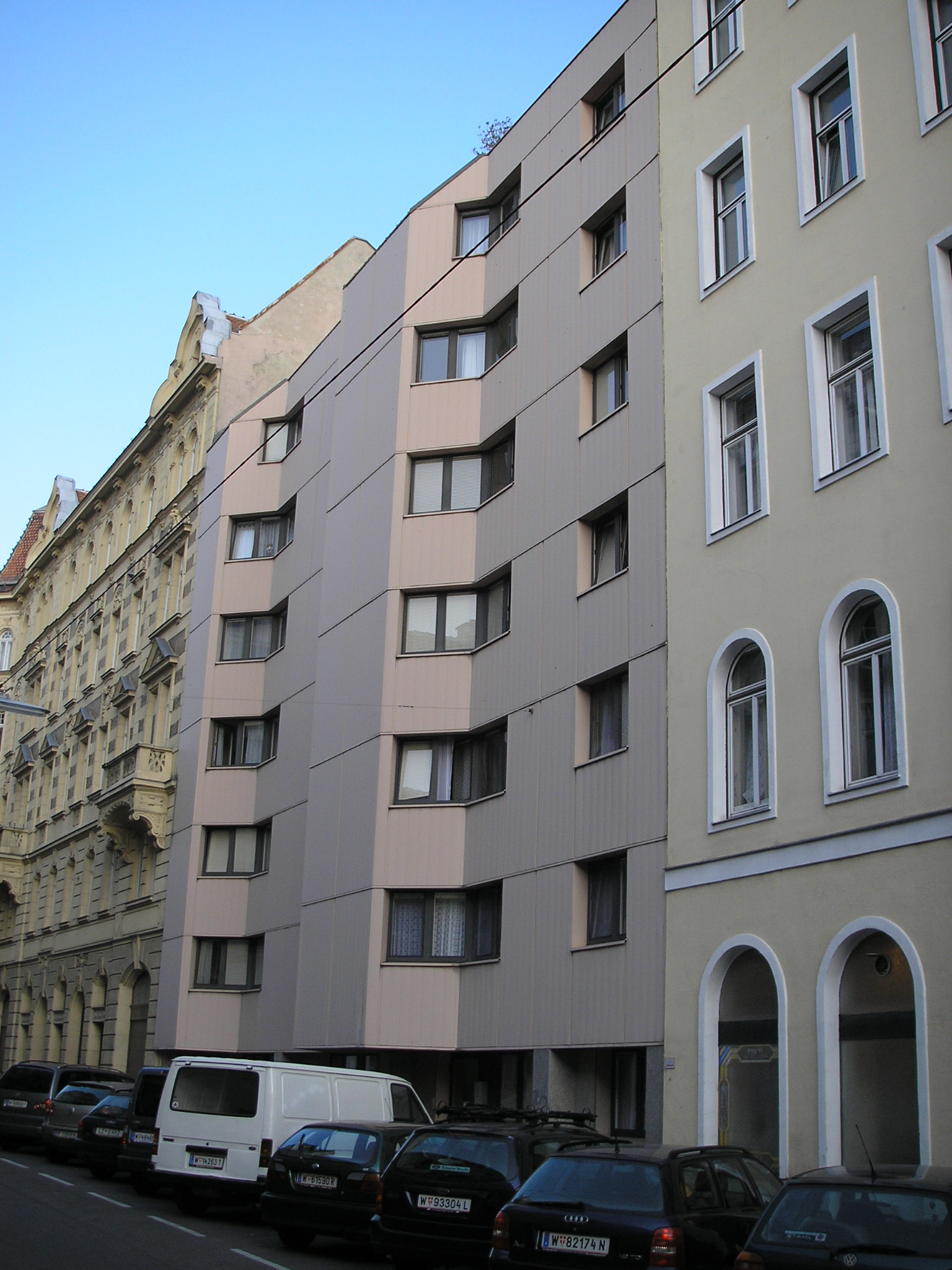
Dom mieszkalny znajdujący się na miejscu synagogi
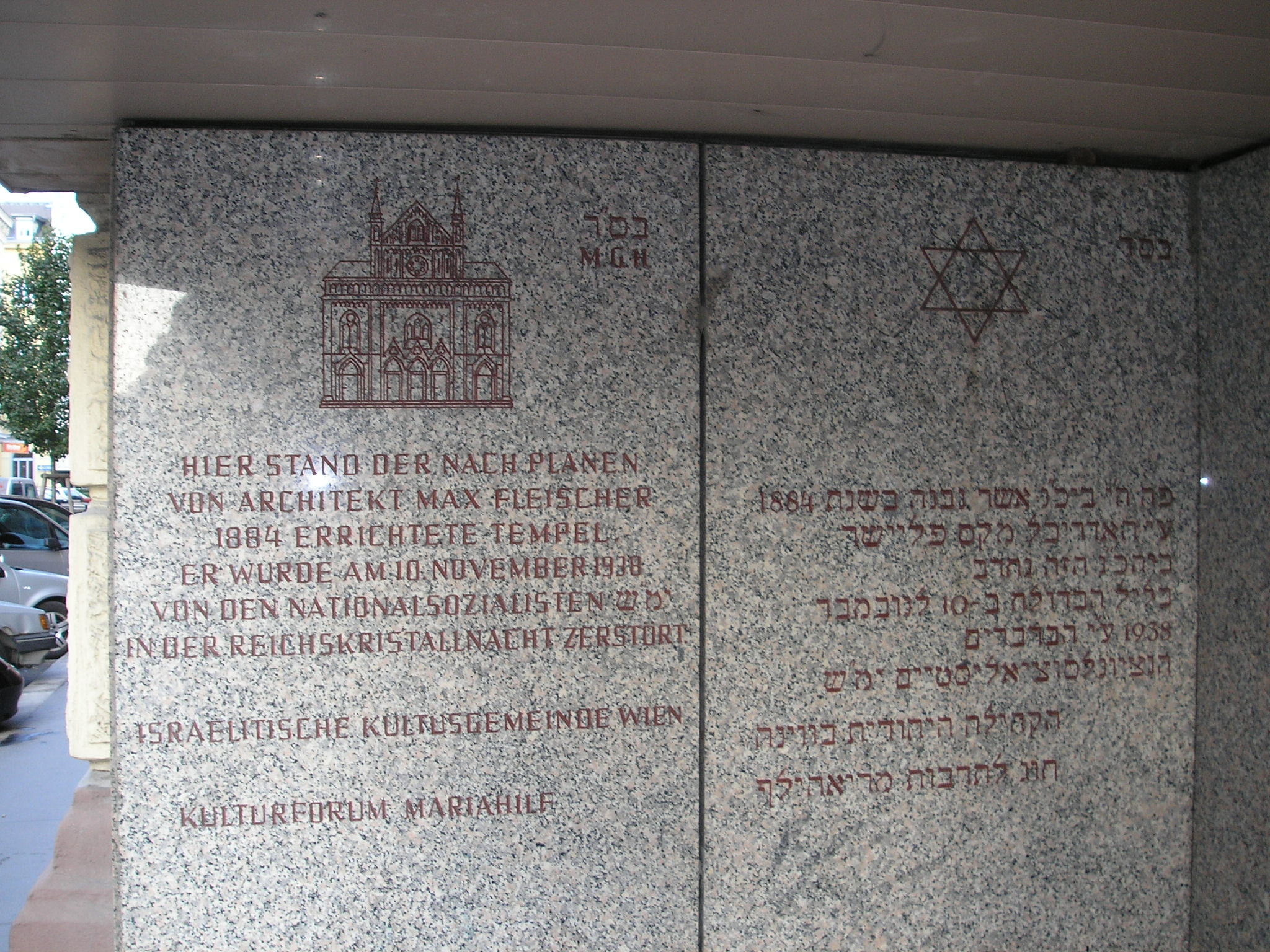
Tablica pamiątkowa